# Gebrüder Senf

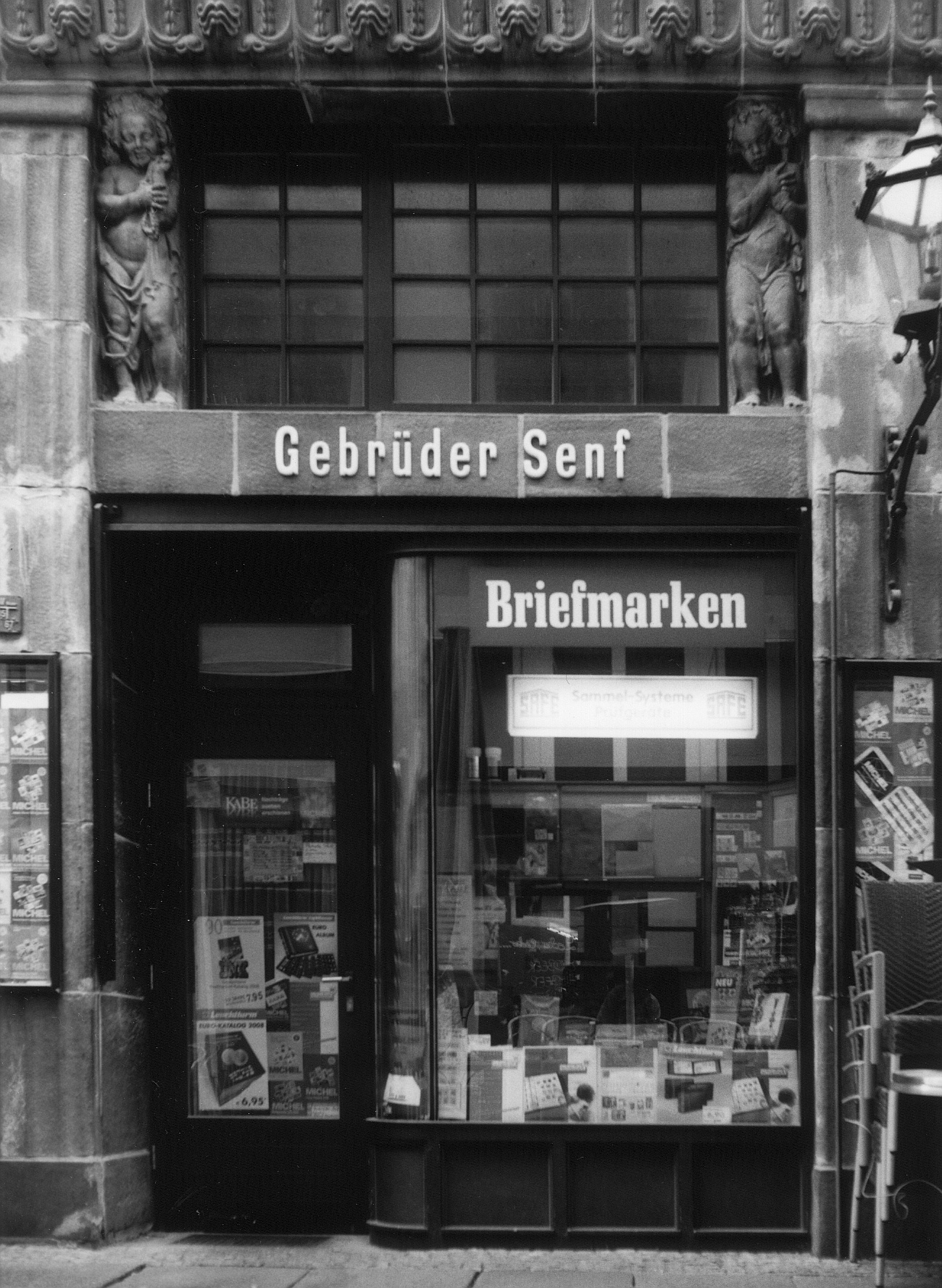
Ladengeschäft im Leipziger Barfußgäßchen, 2008 kurz vor seiner Schließung

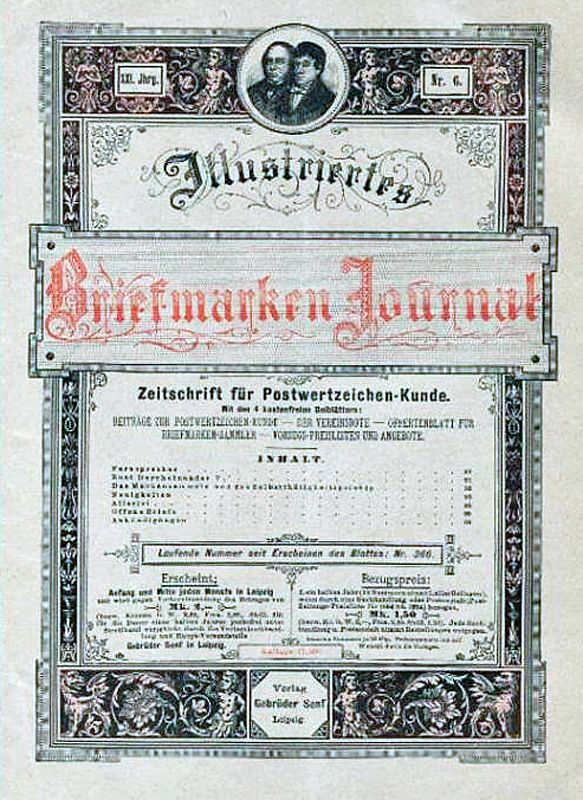
Ausgabe des Briefmarken-Journals von 1894

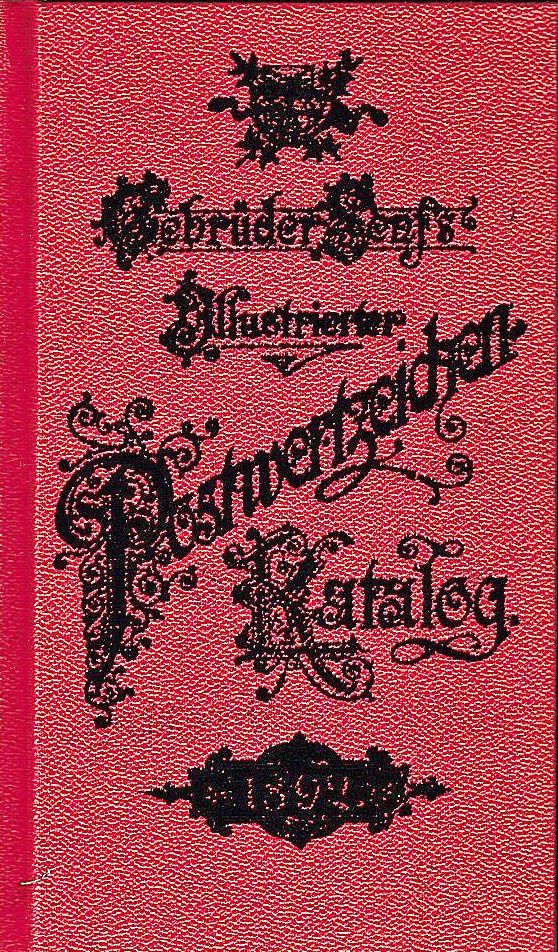
Briefmarkenkatalog der Gebrüder Senf, 1892

Gebrüder Senf war die Firma eines Handelsunternehmens und Verlags auf dem Gebiet der Philatelie in Leipzig, das auf die Brüder Louis Senf (1853–1940) und Richard Senf (1856–1941) zurückging, aber nur neun Jahre von beiden gemeinschaftlich betrieben wurde.

## Geschichte
Louis und Richard Senf waren die Söhne des Holzhändlers Johann Gottlob August Senf (1811–1878), der das Haus Frankfurter Straße 38 (heute Elsterstraße 48) besaß. Die Brüder sammelten schon als Kinder Briefmarken und begannen sie zu katalogisieren. Der jüngere Bruder Richard handelte als 16-jähriger ab 1872 mit Briefmarken in seinem Elternhaus. Diese Jahreszahl wird später als Zeitpunkt der Unternehmensgründung angegeben, obwohl das Geschäft zunächst 1874 vom älteren Bruder Louis übernommen wurde und erst im April 1881 beide zusammen als Gebrüder Senf auftraten.
1874 kam das monatlich zweimal erscheinende Illustrierte Briefmarken-Journal heraus, das zunächst wegen seiner früheren Volljährigkeit von Louis und ab 1881 von beiden Brüdern herausgegeben wurde. Es wurde mit bis zu 30.000 Stück das auflagenstärkste deutsche philatelistische Fachblatt und erst im Zweiten Weltkrieg eingestellt.
1890 schied Louis Senf aus dem Unternehmen Gebrüder Senf aus, und Richard Senf wurde dessen alleiniger Besitzer. Louis Senf gründete für seine Töchter Katherine und Charlotte einen Briefmarkenhandel, der unter dem Namen Zur Briefmarkenbörse von 1904 an im Haus Gewandgäßchen 1 und ab 1909 bis zur Kriegszerstörung 1943 im Haus Universitätsstraße 18 verzeichnet ist.
Ein wichtiges Produkt aus der Gebrüder Senf war der Katalog. Nach einigen Spezial-Katalogisierungen im Briefmarken-Journal erschien 1892 gebunden Gebrüder Senfs Illustrierter Postwertzeichenkatalog, später kurz „Der Senf“ genannt, der Neuausgaben bis in die 1940er-Jahre erfuhr.
Nach einigen verschiedenen Adressen ab 1881 in der Ostvorstadt, die mehrheitlich auf Verlagsbuchhandlung lauteten, befand sich die Briefmarken- und Verlagsbuchhandlung Gebrüder Senf ab 1904 im Haus Augustusplatz 8. Ab 1930 verzeichnen die Adressbücher die Adresse Markt 9 (das König-Albert-Haus), zu dem auch das Ladengeschäft Barfußgäßchen 8 gehörte. Zu dieser Zeit hatte das Geschäft auch schon Heinrich Neubauer als neuen Besitzer. Hier blieb das Geschäft über DDR- und Nachwendezeit, bis es 2008 geschlossen wurde.